# Hugo Costa (político)
Hugo Miguel Carvalheiro dos Santos Costa (17 de julho de 1983) é um deputado e político português. Ele é deputado à Assembleia da República nas XIII, XIV e XV legislatura pelo Partido Socialista. É licenciado em Economia e Pós Graduado em Economia e Políticas Públicas.